# Bruxa Boa do Norte
A Bruxa Boa do Norte, às vezes chamada de Locasta ou Tattypoo, é uma personagem fictícia da Terra de Oz, criada pelo americano L. Frank Baum. Ela é uma idosa e bem-educada Governadora do país Gillikin. Sua aparição mais significativa é apenas no capítulo 2 do O Mágico de Oz (1900), no qual ela apresenta Oz para Dorothy Gale e envia-la para ver o Mágico de Oz, depois de colocar um beijo de proteção em sua testa. Ela faz uma breve aparição na festa de aniversário da princesa Ozma em The Road to Oz (1909), e é apenas mencionada ao longo da série.
L. Frank Baum a apresentou como uma personagem extremamente amável e gentil que estava contra a opressão e subjugação do povo. Ela tornou-se a Governadora de Gillikin no Norte depois de afastar as terras de Gillikins de Mombi, a antiga Bruxa Malvada do Norte. No entanto, a bondade e generosidade de espírito da personagem não se limitou ao seu próprio domínio, e ela era amada, não só no seu país, mas também por outras pessoas em Oz, como os Munchkins. Embora ela não era tão poderosa quanto a Bruxa Malvada do Leste e foi, portanto, incapaz de depô-la como fez com Mombi, a Bruxa Boa do Norte foi, todavia, extremamente sensível ao sofrimento dos escravizados Munchkins, que a considerou sua amiga. Ela também aparece em The Giant Horse of Oz (1928) de Ruth Plumly Thompson, no qual ela é chamada Tattypoo.
Seu papel foi significativamente ampliado no espetáculo musical de 1902, em que L. Frank Baum a nomeou Locasta. A personagem foi mais famosa por ser confundida com Glinda, a Bruxa Boa do Sul para o filme de 1939. O livro de Gregory Maguire, Wicked e o musical derivado, também nomeia Glinda como a Bruxa Boa do Norte. 
Em 2015 aconteceu um apresentação ao vivo na emissora NBC chamada 'The Wiz Live'. No mesmo a bruxa boa do norte foi chamada de Addaperle e ela mostra a Dorothy o caminho para OZ, interpretada por Amber Riley, Addaperle cantou a musica "He's The Wiz". 